# Festa del Redentore

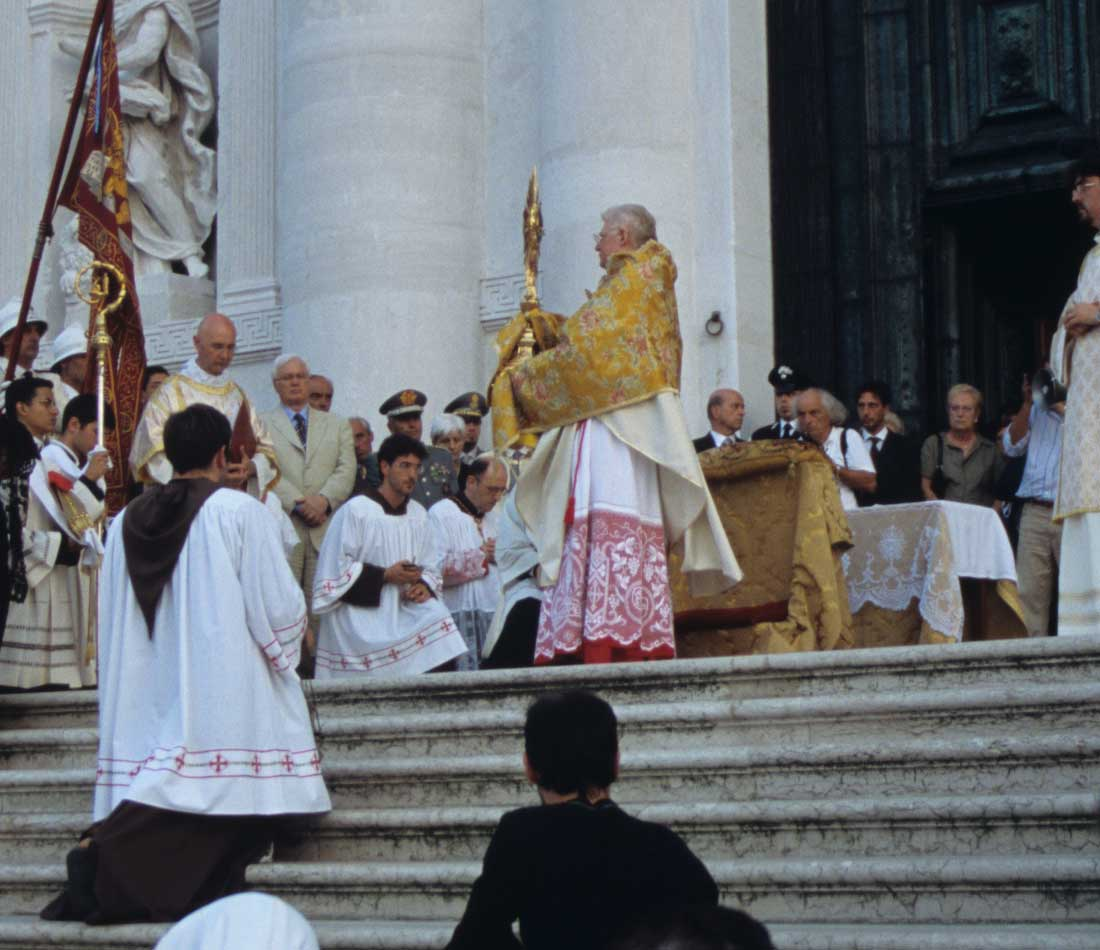
Benedizione del Patriarca

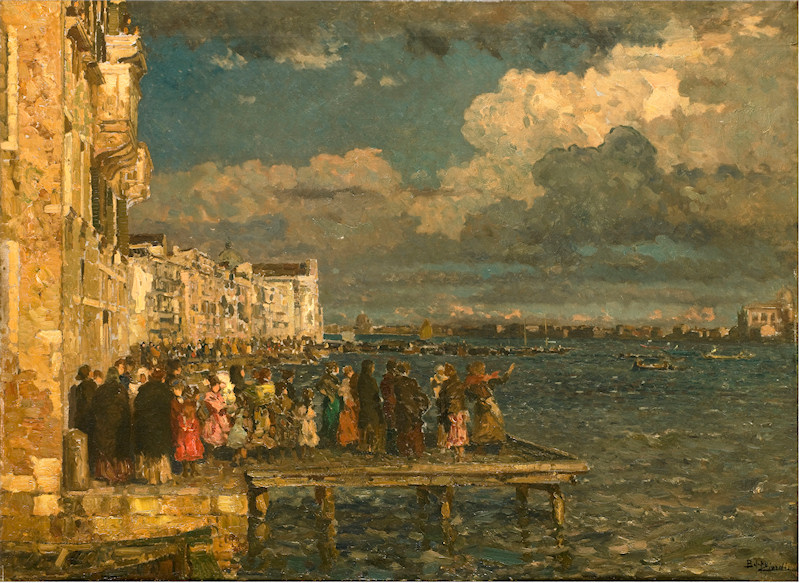
Beppe Ciardi, La preparazione alla festa del Redentore

La Festa del Redentore, nota anche come Festa famosissima, è una festa tradizionale di Venezia, con fulcro nell'isola della Giudecca, celebrata la terza domenica di luglio di ogni anno per ricordare la fine dell'epidemia di peste del 1575-1577.

## Origini
La festa del Redentore è l'evento che ricorda la Grazia ricevuta dalla città di far terminare la peste e, per volere del doge ai tempi in cui fu chiesta, fu fatta la promessa che ogni anno, nel giorno in cui la città fosse stata dichiarata libera dal flagello, si sarebbe tenuta una processione fino alla nuova chiesa votiva. La sua costruzione per ordine del Senato veneziano (4 settembre 1576) avvenne sull'isola della Giudecca nell'area del convento francescano. La nuova Chiesa del Redentore quale ex voto per la liberazione della città dalla peste del 1575-1577, flagello che provocò la morte di più di un terzo della popolazione della città in soli due anni, fu commissionata al Palladio.
Alla fine della pestilenza, nel luglio del 1577, si decise di festeggiare con decorrenza annuale la liberazione, con allestimento di un ponte votivo.
Questa celebrazione diventa una tradizione ancora attiva dopo quasi cinque secoli. Così come altre in Venezia: l'apparizione della Madonna sull'isola di Pellestrina nel 1516, che chiese preghiere in cambio dell'arresto dell'attacco turco, e un altro ex voto di liberazione da un'altra pestilenza, quella del 1600 di cui narrò anche il Manzoni, che portò alla costruzione della Madonna della Salute (del Longhena) e che oggi viene parimenti ricordata con una processione su ponte di barche e con il tipico piatto "castradina".

## Celebrazioni

Il palco del concerto dei Pink Floyd a Venezia allestito il 15 luglio 1989

Il sabato che precede la terza domenica di luglio (non è sempre il terzo sabato) viene aperto un lungo ponte votivo di barche, allestito sul Canale della Giudecca collegando l'isola con le Fondamenta delle Zattere all'altezza della Chiesa dello Spirito Santo, consentendo così il raggiungimento pedonale della chiesa del Redentore.
Inaugura i festeggiamenti la benedizione del patriarca di Venezia, che ha luogo sulle gradinate del Redentore nel momento dell'apertura del ponte, mentre la folla inizia la sua processione verso la Giudecca.
Segue la prima celebrazione eucaristica delle 19.30, alla quale seguono quella delle 0.30 e le otto della giornata di domenica: tra queste, quella delle 19.00 è presieduta dal Patriarca ed officiata in forma solenne.
Oltre che per il carattere religioso, la festa va ricordata per un grande spettacolo di fuochi d'artificio che si tiene nella notte tra il sabato e la domenica sul bacino di San Marco (sospeso per l’edizione 2020 causa COVID-19, ripreso nel 2021, ma con accessi limitati e controllati) e per le tre regate di imbarcazioni tipiche veneziane organizzate nella giornata successiva, attraendo così un pubblico vasto e proveniente da tutto il mondo.
Il 15 luglio 1989, in occasione della festa del Redentore, venne organizzato il celebre concerto dei Pink Floyd a Venezia, considerato uno tra i più straordinari e controversi concerti rock avvenuti in Italia. Per l'occasione venne allestito un grande palco galleggiante nel bacino di San Marco e lo spettacolo fu visto da circa 200.000 persone assiepate sulle rive e sulle imbarcazioni e trasmesso in mondovisione dalla Rai con un pubblico di circa 100 milioni di telespettatori. A causa della cattiva organizzazione dell'evento, il concerto fu causa di aspre polemiche.

## Bibliografia

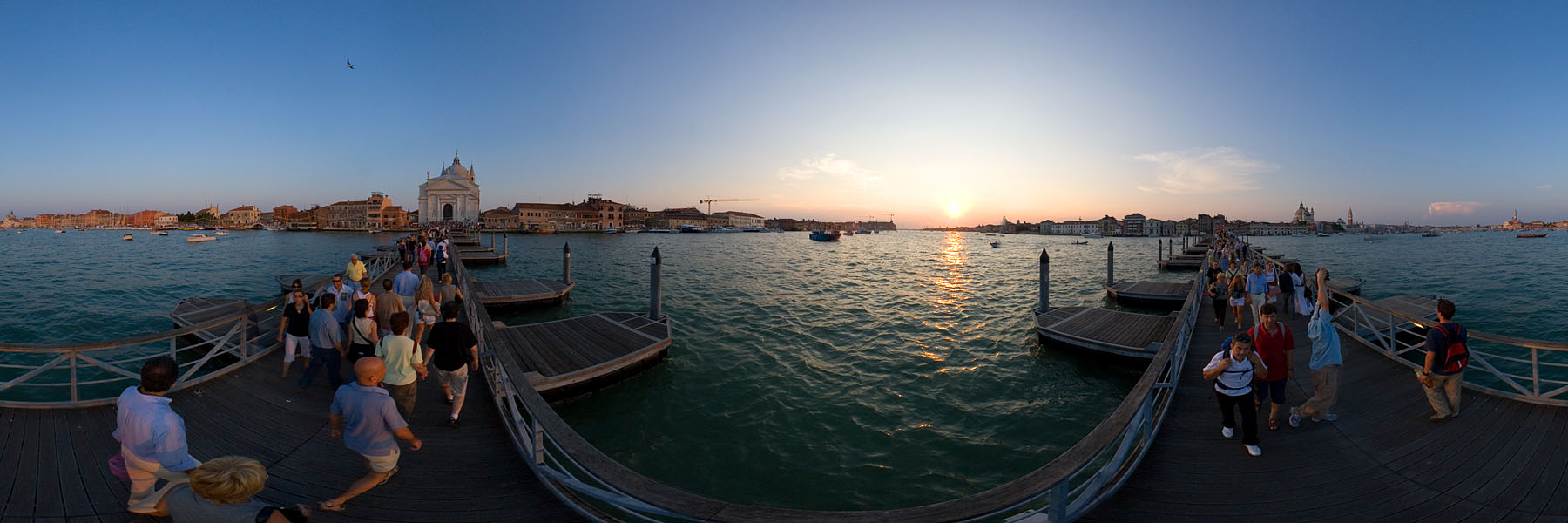
Panorama dal ponte votivo con la Giudecca a sinistra e le Zattere a destra